# Saint-Jean-de-Marcel
Saint-Jean-de-Marcel település Franciaországban, Tarn megyében. Lakosainak száma 385 fő (2022. január 1.). Saint-Jean-de-Marcel Andouque, Crespin, Moularès, Pampelonne, Rosières, Sainte-Gemme és Valderiès községekkel határos.

## Népesség
A település népessége az elmúlt években az alábbi módon változott:
| Lakosok száma | 372  | 365  | 376  | 368  | 372  | 376  | 380  | 382  | 385  |
|               | 2013 | 2015 | 2016 | 2017 | 2018 | 2019 | 2020 | 2021 | 2022 |